# Дуарте Пиу (герцог Браганса)
Дуа́рте Пи́у, герцог Брага́нса (порт. Duarte Pio de Bragança; род. 15 мая 1945, Берн) — португальский аристократ, потомок королей Португалии и, в качестве действующего главы дома Браганса, основной претендент на португальский престол в случае восстановления монархии.

## Биография
Дом Дуарте Пиу — 24-й герцог Браганса. Он родился 15 мая 1945 года в семье Дуарте Нуно де Браганса и Марии Франсишки Орлеан-Браганса на территории посольства Португалии в Берне (Швейцария). Его крёстным отцом стал римский папа Пий XII , а крёстной матерью — вдова предпоследнего короля Португалии Карлуша I.
В 1950-е годы семейству Браганса было разрешено вернуться в Португалию. Там Дуарте Пиу получил образование в колледже Нуно Алвариша в Санту-Тирсу, который окончил в 1959 году. В следующем году он поступил в военную академию, после окончания которой продолжил обучение в Агрономической школе Технического университета Лиссабона и в Институте международных отношений и развития при Женевском университете.
С 1968 по 1971 год Дуарте Пиу де Браганса проходил военную службу в Анголе в качестве пилота ВВС Португалии.
13 мая 1995 года Дуарте Пиу женился на Изабел де Эредия. У супругов де Браганса родились трое детей:
- Афонсу (носящий титул принца Бейра, 1996) (Afonso de Santa Maria Miguel Gabriel Rafael)
- инфанта Португалии Мария Франсишка, герцогиня Коимбра (1997) (Maria Francisca Isabel Micaela Gabriela Rafaela Paula)
- инфант Диниш, герцог Порто (1999) (Dinis de Santa Maria Miguel Gabriel Rafael Francisco João).

### Общественная деятельность
Во время службы в Анголе Дуарте Пиу де Браганса завязал тесные отношения с вождями местных племён. В 1972 году он участвовал в составлении списка независимых кандидатов в Национальную ассамблею Анголы, после чего был отозван из страны по распоряжению военного начальства.
Дуарте Пиу де Браганса возглавлял проходившую в Португалии кампанию «Тимор-87», в рамках которой выдвигались требования о предоставлении независимости Восточному Тимору. В 1992 году он участвовал в кампании «Lusitânia Expresso», проводившейся с той же целью. В 2012 году получил гражданство Демократической Республики Восточный Тимор.
Герцог де Браганса возглавляет Общество португальско-российской дружбы.

### Титулы
- Герцог Браганса
- Маркиз Вила-Висоза
- Граф Аррайолуш, Оурен, Барселуш, Фария, Нейва и Гимарайнш
- Гроссмейстер ордена Непорочного зачатия Девы Марии Вила-Викозской
- Гроссмейстер ордена Крыла святого Михаила
- Суверен ордена Святой Изабеллы

### Награды
- Кавалер Высшего ордена Святого Благовещения (1953)
- Кавалер Большого креста Ордена Святых Маврикия и Лазаря (1953)
- Кавалер Большого креста Ордена Короны Италии (1953)
- Кавалер Ордена Золотого руна (австрийской ветви) (1961)
- Кавалер Цепи Рыцарского Ордена Святого Гроба Господнего Иерусалимского
- Бальи Кавалер Ордена Святого Януария
- Бальи Кавалер Большого креста di Giustizia Священного Военного Константиновского Ордена Святого Георгия (Королевский дом Обеих Сицилий)
- Кавалер Большого креста чести и преданности Мальтийского ордена
- Кавалер Большой ленты Ордена Дракона Аннама
- Кавалер Большого креста Ордена Князя Даниила I
- Кавалер Большого креста Ордена Льва Руанды
- Кавалер Ордена почёта Демократической Республики Восточный Тимор (2012)
- Кавалер Большого креста Орден Звезды Карагеоргия[4]

## Вопрос престолонаследия
Дуарте Пиу не является прямым потомком последнего короля Португалии Мануэла II, свергнутого в 1910 году и умершего в 1932 году в изгнании, не оставив детей, братьев и сестёр. После смерти Мануэла ближайшей ветвью дома Браганса была линия, идущая от дома Мигела, брата императора Бразилии Педру I. Педру I занимал также престол Португалии как Педру IV, но отрёкся в 1831 году. Мигел некоторое время, в ходе династических войн XIX века, также занимал трон Португалии, но в 1834 году был вынужден отречься от любых претензий на престол и удалиться в изгнание. Старший потомок этой династической линии, Дуарте Нуно, стал новым главой дома Браганса. После смерти Дуарте Нуно в 1976 году Дуарте Пиу занял его место во главе дома Браганса.
Существуют также другие ветви дома Браганса, более близкие к оборвавшейся главной ветви, но по женской линии, что тем не менее не исключает их прав на престол в соответствии с Хартией 1826 года. Никто из их представителей не является гражданином Португалии и не претендует активно на португальский трон. Правительство республиканской Португалии признаёт за Дуарте Пиу право именовать себя герцогом Браганса.
Продолжение рода Браганса по линии Мигела, однако, оспаривалось рядом аристократов, указывавших, что по закону 1834 года Мигел лишался португальского подданства и тем самым права на престолонаследие. Тем не менее по прошествии короткого времени Дуарте Нуно был признан в качестве законного наследника всеми монархическими организациями, на основании Дуврского пакта 1912 года, закрепившего воссоединение двух ветвей династии Браганса — португальской и бразильской.
С 1950-х годов делаются периодические попытки оспорить порядок наследия со стороны внебрачной дочери короля Карлуша I, Марии Пии Саксен-Кобург-Браганса-и-Ларедо, а также её наследника Розарио Подимани. Ещё одна группа претендентов ведёт свой род от сестры Педру IV Аны де Жезус Марии де Брагансы, первой баронессы Лоле. Линия Лоле предъявляет претензии на португальский трон с 1932 года, после смерти Мануэла II, отвергая положения Дуврского пакта и настаивая на соблюдении закона об изгнании 1834 года, что сделало бы наследование титула потомками дома Мигела незаконным. В марте 2008 года на сайте «Monárquicos.com» появилась фотография, на которой вместе запечатлены оба основных конкурента Дуарте Пиу в борьбе за португальский престол, герцог Лоле и Розарио Подимани. Предполагалось, что между ними заключён союз против Дуарте Пиу, но дальнейших подтверждений этого не поступило.
Другой аргумент против законности претензий Дуарте Нуно и Дуарте Пиу связан с тем, что они оба родились в других странах (Дуарте Нуно в Австро-Венгрии, а Дуарте Пиу в Швейцарии), что с 1641 года автоматически означает исключение из числа претендентов на трон. В то же время, Дуарте Пиу формально рождён на португальской земле, на территории посольства Португалии.
Единственное монархическое движение, представленное в парламенте Португалии, Народная монархическая партия, не поддерживает Дуарте Пиу в качестве претендента на престол и не располагает его поддержкой.